# Полен (Италия)
 Тази статия е за селото в Северна Италия.  За вида прах от гаметофити вижте Цветен прашец.  
Полѐн (на италиански и на френски: Pollein) е село и община в Северна Италия, автономен регион Вале д'Аоста. Разположено е на 551 m надморска височина. Населението на общината е 1528 души (към 2010 г.).